# 区分化大域アドレス空間
区分化大域アドレス空間、PGAS（英: partitioned global address space）とは、計算機科学における並列計算の理論モデルの一つである。これは大域アドレス空間のことで、論理的には区切られていて、その一部は各プロセッサーに固有の局所空間を構成すると仮定するものである。区分化大域アドレス空間とそれまでのものと違うのは共有メモリー空間の一部分は特定のスレッドに対して親和性があってもよい点である。これによって、参照の局所性を有効に生かしている。区分化大域アドレス空間のモデルは Unified Parallel C、Co-array Fortran、Titanium、Fortress、Chapel、X10、Global Arrays 、XcalableMPの基盤となっている。